# Tatsuya Yoshida
Pour les articles homonymes, voir Yoshida.
Yoshida Tatsuya  (吉田達也, Yoshida Tatsuya) (né en 1961 - ) est un musicien de rock et compositeur japonais. Son instrument de prédilection est la batterie. Il est le fondateur des groupes d'avant-garde Ruins et Koenji Hyakkei.

## Discographie
- Solo Works '88 (1988)
- Solo Works '89 (1989)
- Magaibutsu '91 (1991)
- Drums, Voices, Keyboards & Guitar (1994)
- Pianoworks '94 (1994)
- First Meeting (1995)
- A Million Years (1997)
- A Is for Accident (1997)
- Welcome In The Void (2013) (collaboration avec  Richard Pinhas)
- PYN "songs for children who don't want to sleep" (2015)
- PYN "L'élan créateur" (2016)